# Johnny Jameson
John Charles „Johnny“ Jameson (* 11. März 1958 in Belfast) ist ein ehemaliger nordirischer Fußballspieler. Der Flügelspieler wurde vor allem als Spieler des Glentoran FC bekannt, mit dem er zwischen 1980 und 1994 zahlreiche Titel gewann. Obwohl er zu keinem Länderspiel für die nordirische Nationalmannschaft gekommen war, nominierte ihn Billy Bingham für den Kader anlässlich der WM-Endrunde 1982 in Spanien, wo dieser aber ohne Einsatz blieb.

## Sportlicher Werdegang
Jameson begann in der nordirischen Heimat seine fußballerische Laufbahn in der Saison 1975/76 beim Bangor FC. Nach zwei Jahren versuchte er sich im englischen Fußball zu zeigen und nachdem er beim Vorspielen bei Tottenham Hotspur und Hull City nicht erfolgreich war, zog es ihn zum Viertligisten Huddersfield Town. Dort bestritt er jedoch nur eine einzige Partie, bevor es ihn zur Spielzeit 1978/79 zurück nach Nordirland zum Linfield FC zog. In Linfield gewann er seine ersten bedeutenden Trophäen mit zwei Meisterschaften in den Jahren 1979 und 1980 sowie im zweiten Jahr zusätzlich den nordirischen Pokal. Diese waren nur ein erster Vorgeschmack, denn mit seinem Wechsel im Sommer 1980 zum von Ronnie McFall trainierten Glentoran FC wurde Jameson zum Seriensieger.
Auf Anhieb kam der erst 22-jährige Flügelspieler in die Startelf und verhalf dem Team zum Gewinn der Meisterschaft ohne Niederlage. Zwar konnte er den Titel im Folgejahr hinter dem Linfield FC nicht verteidigen, aber gemeinsam mit seinem Mannschaftskameraden Jim Cleary wurde er (ohne zuvor ein Länderspiel bestritten zu haben) in den Kader der nordirischen Nationalmannschaft anlässlich der WM-Endrunde 1982 in Spanien nominiert, wo ihn Trainer Billy Bingham jedoch nicht einsetzte und auch später zu keinem A-Länderspiel kommen ließ. Bei den „Glens“ hingegen war er in 14 Jahren ein „Dauerbrenner“ im Team und sammelte insgesamt 498 Pflichtspiele an. Dabei schoss er 123 Tore, darunter die bekanntesten einerseits im 1983er Wiederholungsfinale im irischen Pokal gegen Linfield (2:1) und andererseits ein spektakulärer Treffer daheim im Europapokal der Pokalsieger gegen Paris St. Germain (1:2). Insgesamt gewann er 19 Titel mit Glentoran und wurde mit dieser Ausbeute erst später von Colin Nixon und Alan Paterson übertroffen. In jedem seiner ersten zwölf Jahre für die „Glens“ gewann er mindestens einen Titel. Besonders zu erwähnen ist, dass Jameson aus religiösen Gründen sonntags nicht zu spielen bereit war.

## Titel/Auszeichnungen
- Nordirische Meisterschaft (4): 1978/79, 1979/80, 1970/81, 1987/88
- Nordirischer Pokal (7): 1979/80, 1982/83, 1984/85, 1985/86, 1986/87, 1987/88, 1989/90
- Nordirischer Ligapokal (2): 1988/89, 1990/91
- City Cup (1): 1975/76
- County Antrim Shield (3): 1984/85, 1986/87, 1989/90
- Gold Cup (2): 1982/83, 1986/87
- Ulster Cup (4): 1981/82, 1982/83, 1983/84, 1988/89
- Floodlit Cup (2): 1987/88, 1989/90
- Centenary Chalice (1): 1987/88